# Rosa Balistreri
Rosa Balistreri est une chanteuse et musicienne italienne née le 21 mars 1927 à Licata, en Sicile et morte le 20 septembre 1990 à Palerme.
Sa voix rauque chargée de mélancolie et sa forte personnalité firent d'elle une icône de la Sicile du XXe siècle à l'instar de l'écrivain Leonardo Sciascia, du poète Ignazio Buttitta ou du peintre Renato Guttuso qui comptèrent parmi ses admirateurs.

## Biographie
Rosa Balistreri voit le jour à Licata, ville de la province d'Agrigente dans l'ouest reculé sicilien, à la fin des années 1920. Son père est marchand ambulant et, comme beaucoup de Siciliens de l'époque, ne peut envoyer ses enfants à l'école. 
En 1951, Rosa quitte son village natal à l'âge de 24 ans pour Florence. C'est ainsi au nord loin de sa terre, déracinée, qu'elle débute tardivement, à 39 ans, sa carrière d'artiste grâce à Dario Fo qui la fait jouer dans un de ses spectacles, Ci ragiono e canto. Rosa enregistre ses deux premiers albums l'année suivante, en 1967, puis enchaîne les concerts au théâtre Carignano de Turin, au Manzoni de Milan et au Metastasio de Prato. 
En 1971, Rosa Balistreri déjà renommée revient, vingt ans après son départ, en Sicile où elle fera résonner ce même timbre de voix puissant jusqu'à sa mort. Souvent dans un registre dramatique, ses chansons dépeignent la Sicile telle que son ami Leonardo Sciascia la décrit : violente, tendre, amère, douce, pleine d’ambiguïtés, en somme. La « Cantatrice du Sud » comme Ignazio Buttitta la surnomme, conte les malheurs mais aussi les beautés et les mystères de l'île aux trois pointes, dont le texte de Buttitta, Mafia e Parrini. Elle incarne par ailleurs, comme ses amis Amalia Rodrigues, Renato Guttuso ou Leonardo Sciascia, une génération d'artistes adhérant à l'idéologie communiste.
Rosa Balistreri s'éteint à Palerme, en 1990, à l'âge de 63 ans, mais son œuvre ne tombe pas dans l'oubli, elle survit et se modernise à travers les interprétations de Serena Rispoli, Joséphine Lazzarino (prix pour la valorisation de la culture sicilienne à l'étranger en 2010) et, surtout, d'Etta Scollo qui, accompagnée de l'Orchestre symphonique sicilien, reprend les titres les plus emblématiques de la dame tels que Ù cunigghiu, I pirati a Palermu ou Cu ti lu dissi.

## Discographie
- La voce della Sicilia (1967, Tauro Record)
- Un matrimonio infelice (1967, Tauro Record)
- La cantatrice del Sud (1973, RCA ried. de La voce della Sicilia)
- Amore tu lo sai la vita è amara (1971, Cetra Folk)
- Terra che non senti (1973, Cetra Folk)
- Noi siamo nell'inferno carcerati (1974, Cetra Folk)
- Amuri senza amuri (1974, Cetra Folk)
- Vinni a cantari all'ariu scuvertu (1978, Cetra Folk)
- Concerto di Natale (1985, PDR)

### Discographie posthume
- Rosa Balistreri (1996, Teatro del Sole, rééd. en CD de La voce della Sicilia)
- Un matrimonio infelice (1997, Teatro del Sole, rééd. en CD)
- Amore tu lo sai la vita è amara (2000, Teatro del Sole, rééd. en CD)
- Terra che non senti (2000, Teatro del Sole, rééd. en CD)
- Noi siamo nell'inferno carcerati (2000, Teatro del Sole, rééd. en CD)
- Vinni a cantari all'ariu scuvertu (2000, Teatro del Sole, rééd.en CD)
- Rari e Inediti (1997, Teatro del Sole)
- Collection… la raggia, lu duluru, la passione (2004, Lucky Planets), CD 1 et 2
- Rosa canta e cunta. Rari e inediti (2007, Teatro del Sole, Graham & Associati)
- Amuri senza amuri (2007, Lucky Planets - riedizione in CD)